# Union Sozialer Einrichtungen
Die Union Sozialer Einrichtungen (USE) gGmbH ist ein gemeinnütziges Berliner Unternehmen, das verschiedene Maßnahmen zur beruflichen Rehabilitation für Menschen mit Behinderung anbietet. Der Schwerpunkt liegt dabei auf der Arbeit mit psychisch beeinträchtigten Menschen.
Das Rehabilitations-Angebot der USE reicht von einer Werkstatt für behinderte Menschen (WfbM) über tagesstrukturierende Angebote bis hin zu begleiteten Arbeitsplätzen auf dem allgemeinen Arbeitsmarkt.
Die USE ist Teil des Unionhilfswerks und eine von insgesamt acht gemeinnützigen Gesellschaften der Stiftung Unionhilfswerk Berlin. Außerdem ist die USE Mitglied im Paritätischen Wohlfahrtsverband und Unterzeichnerin der Initiative Transparente Zivilgesellschaft.
In der USE gibt es ca. 420 Mitarbeitende. Über 1400 Menschen mit einer Beeinträchtigung sind in den verschiedenen Angeboten und Projekten beschäftigt.

## Geschichte
Die USE ist seit ihrer Gründung 1995 stetig gewachsen. Angefangen mit einem inklusiv betriebenen Bistro und der Bewirtschaftung verschiedener Kita-Küchen kamen mit der Zeit immer mehr Gewerke und Dienstleistungsbereiche hinzu. Inzwischen hat die USE insgesamt sechs Standorte der WfbM und 20 Außenstellen in Berlin und Brandenburg. Ihren Hauptsitz hat die USE in der Koloniestraße 133–136 in Berlin-Gesundbrunnen.
Bereits 1998 eröffnete die USE eine tagesstrukturierende Fördergruppe für schwer beeinträchtigte Menschen, die dort auf den Übergang in Werkstätten vorbereitet werden. Auch der Integrationsfachdienst begann seine Arbeit kurz nach der Gründung der USE.
1999 gründete die USE gemeinsam mit einem Partner die BUS gGmbH, um ein Angebot für Langzeitarbeitslose bzw. jugendliche Arbeitslose zu schaffen. Heute ist die BUS gGmbH ein eigenständiges Unternehmen innerhalb des Unionhilfswerks.
2006 startete die USE eine Bildungsoffensive, um den Standard der beruflichen Bildung dualen Ausbildungen anzugleichen. Ihr Konzept der beruflichen Bildung floss maßgeblich in die harmonisierten Bildungsrahmenpläne der BAG WfbM ein.

## Leistungsspektrum
Berufsfelder in der Werkstatt für behinderte Menschen der USE
In der WfbM der USE gibt es über 30 verschiedene Berufsfelder in den Bereichen Handwerk, Dienstleistung, Gastronomie, Tiere und Natur sowie Druck und Medien.
Im handwerklichen Bereich gibt es in der USE neben klassischen Gewerken wie Tischlerei, Metallbau und Malerei auch Besonderheiten wie den Bootsbau und den Modellbau. Darüber hinaus gibt es in der USE eine Buchbinderei, eine Töpferei, die Schachtelmacher, eine Kreative Textilwerkstatt, sowie die Bürsten- und Flechtmanufaktur. Die Eigenprodukte aus diesen Manufakturen werden über den DIM-Shop (DIM – Die imaginäre Manufaktur) im Ladencafé in Kreuzberg und im Online-Shop verkauft.
Die USE bietet außerdem Dienstleistungen im Bereich Reinigung, Wäscherei, Schneiderei sowie Montage und Konfektionierung an. Neben einem Catering- und Veranstaltungsservice hat die USE auch eine eigene Patisserie und Confiserie und bewirtschaftet das „pier36eins“ in Grünau sowie die Kantinen im Roten Rathaus und im Abgeordnetenhaus.
Die USE bietet außerdem professionellen Garten- und Landschaftsbau an und verfügt über eine Floristik sowie ein Gartencenter. Der Tierpark Neukölln und der drittgrößte Zoo Berlins, das Haus Natur und Umwelt in der Berliner Wuhlheide, wird ebenfalls von der USE gGmbH betrieben. Außerdem übernimmt die USE auf dem Gelände des Gutshofs Schloss Britz die Tierhaltung.
In ihren Druckereien bietet die USE darüber hinaus diverse Verfahren wie Digital-, 3D- oder Tampondruck an. Menschen mit einer Beeinträchtigung können in der USE aber auch in den Bereichen Mediengestaltung, Öffentlichkeitsarbeit oder Social Media tätig werden.
Weitere Maßnahmen und Projekte
Neben den Werkstattbereichen bietet die USE verschiedene weitere Bildungs-, Arbeits- und Beschäftigungsmöglichkeiten an.
Im Beschäftigungs- und Förderbereich (BFB) werden Menschen auf die Arbeit in einer Werkstatt vorbereitet. Außerdem können Menschen nach Renteneintritt in diesem tagesstrukturierenden Angebot tätig sein.
Der Fachbereich Unterstütze Beschäftigung begleitet Menschen, die auf dem allgemeinen Arbeitsmarkt Fuß fassen wollen.
Die USE betreibt darüber hinaus in Kooperation mit den Weißenseer Integrationsbetrieben (WIB) GmbH im Auftrag des Integrationsamtes Berlin und der Rehabilitationsträger einen Integrationsfachdienst, der zu Schwerbehinderung im Beruf berät.
Im Geschäftsbereich Impulse bietet die USE Angebote für Langzeitarbeitslose in Brandenburg an, die sich am ersten Arbeitsmarkt orientieren.
Weiterhin ist die USE Träger des USE-SOWAS e.V., dem „Sozialpädagogischen Wassersportverein.“